# Cha-U-Kao
Cha-U-Kao fue una acróbata, payasa y bailarina de cabaré francesa, que actuó en el Moulin Rouge y el Nouveau Cirque en la década de 1890. Es conocida por aparecer en una serie de pinturas de Henri de Toulouse-Lautrec y convertirse en una de sus modelos.

## Trayectoria
Su nombre artístico, que sonaba exótico y japonés, era una mezcla de la palabra francesa "chahut", un bullicioso baile popular más conocido como cancán, y "caos", aludiendo al alboroto y ruido que este generaba sobre el escenario. Es conocida por aparecer en una serie de pinturas de Toulouse-Lautrec, de quien se convirtió en una de sus modelos, al captar su atención debido a que era una mujer excéntrica que había elegido el oficio de payaso, hasta entonces exclusivamente masculino y mostraba abiertamente su lesbianismo.
No se conoce nada de su vida, ni su nombre real, solo que fue acróbata y contorsionista antes de empezar a trabajar como payasa. En esa época, fue fotografiada por Maurice Guilbert, quien captó su silueta esbelta que contrasta con su figura más conocida y madura de decadente cabaretera y payasa que plasmó Toulouse-Lautrec. Sus actuaciones incluían un distintivo traje negro y amarillo y el pelo recogido en la cabeza.
Toulouse-Lautrec también dibujó a Cha-U-Kao con su pareja, en unos bocetos que incluyó en el trabajo Elles, dedicada a prostitutas y asiduas de cabarets, inspirado en la tradición japonesa del Ukiyo-e. Se cree que su pareja era Gabrielle la Bailarina, otra artista y modelo de Toulouse-Lautrec.
En 1979, la historiadora del arte Naomi Maurer identificó a Cha-U-Kao en su obra como parte de una exposición en el Instituto de Arte de Chicago.

## Galería

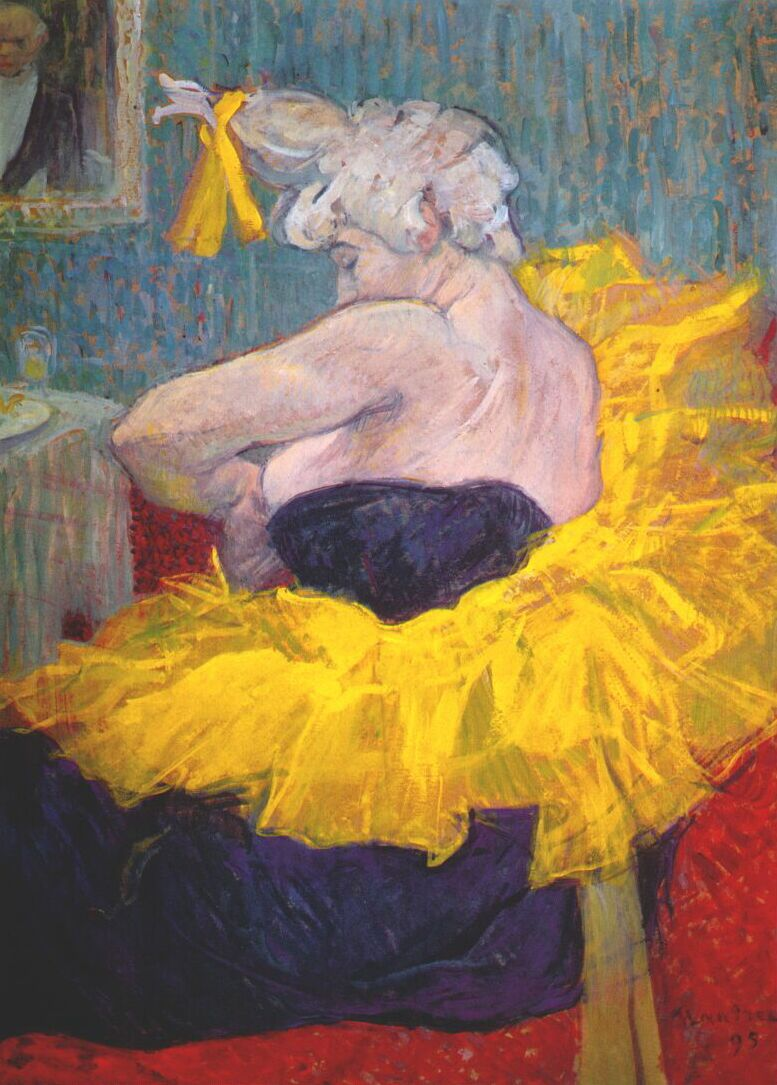
La payasa Cha-U-Kao, 1895.
La payasa Cha-U-Kao sentada, dibujo de la serie Elles, Henri de Toulouse-Lautrec; 1896.
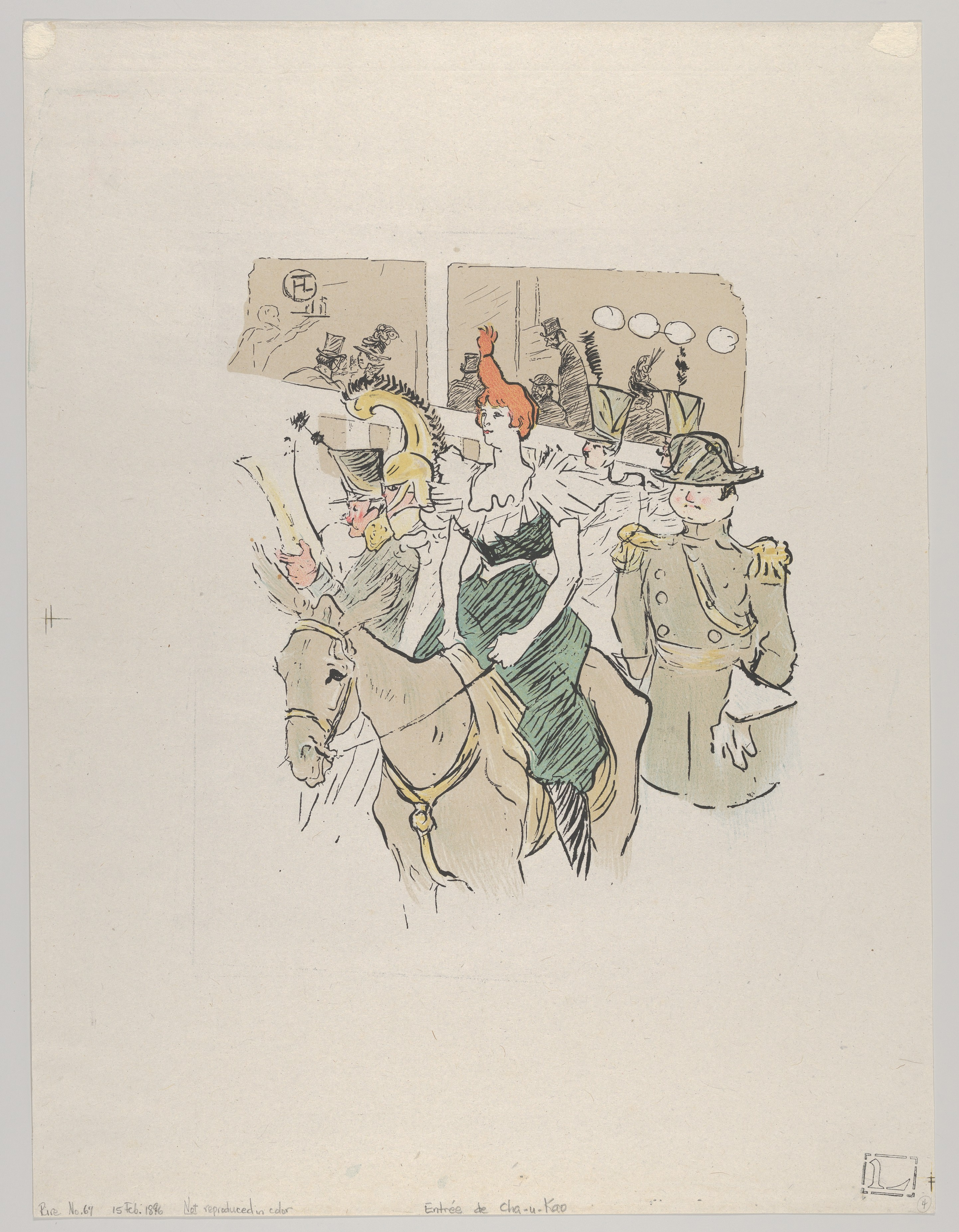
Entrada de Cha-U-Kao, en Le Rire, Núm. 67, 15 de febrero de 1896.
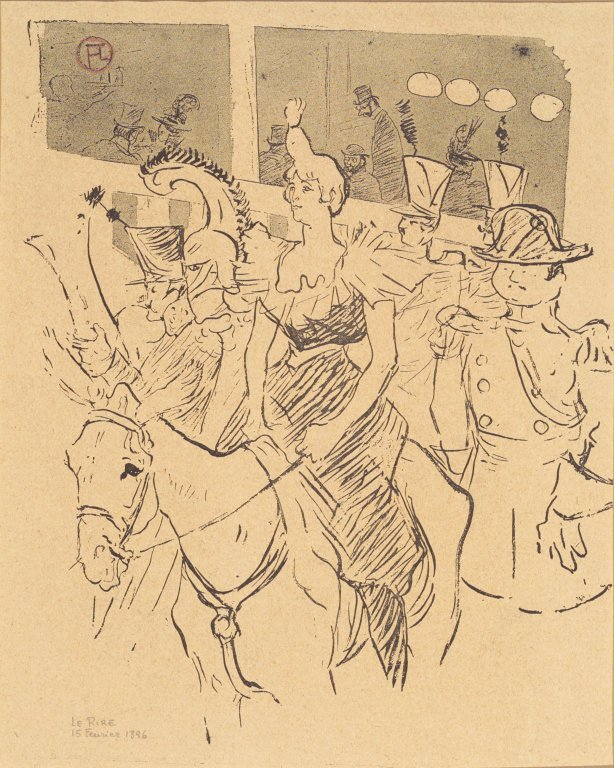
Entrada de Cha-U-Kao para Le Rire, dibujo original de Toulouse-Lautrec.
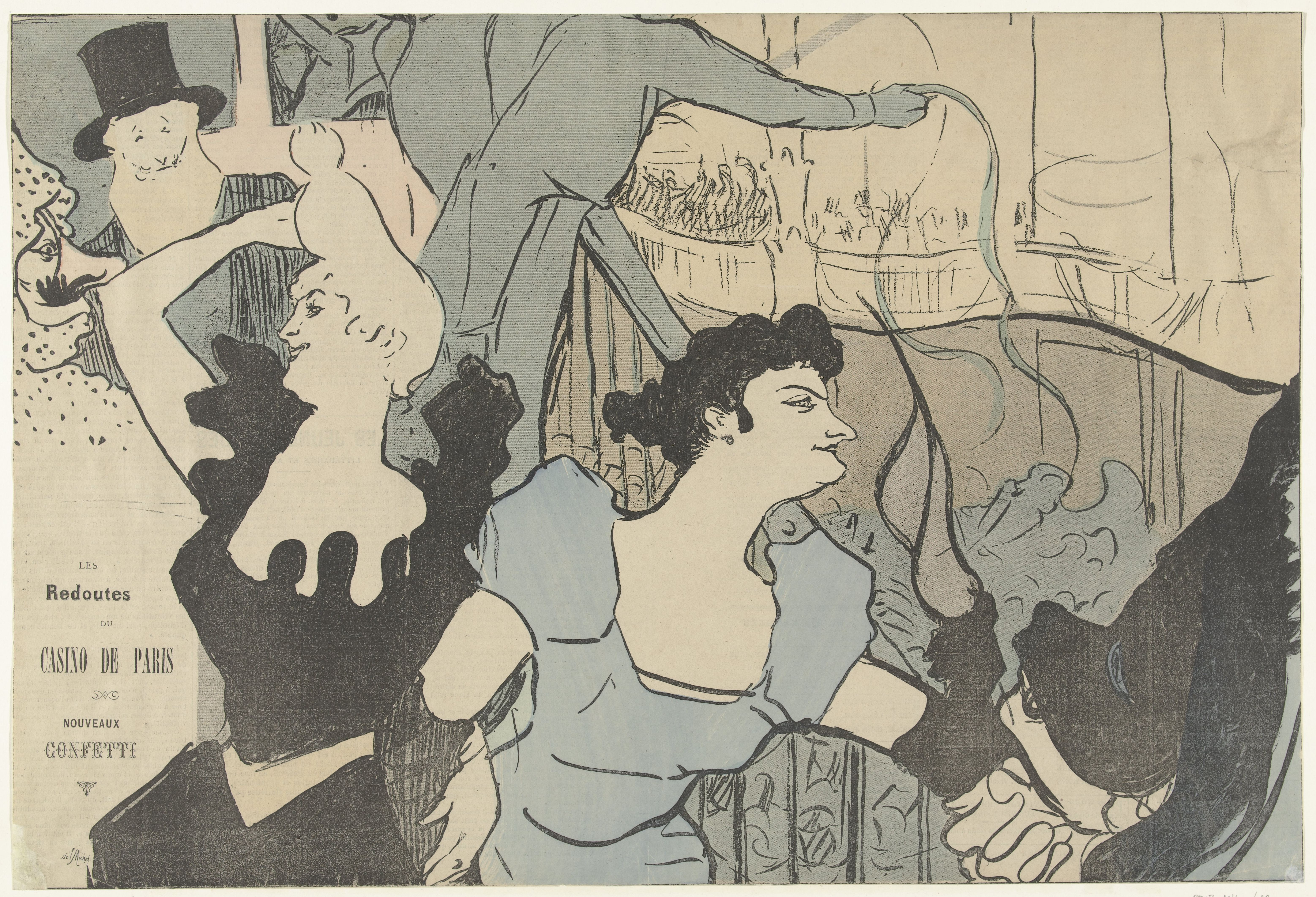
Cartel para un baile de máscaras en el Casino de París con las figuras de Cha-U-Kao e Yvette Guilbert en Les Redoutes du Casino de París.